# Macizo de Cumbria

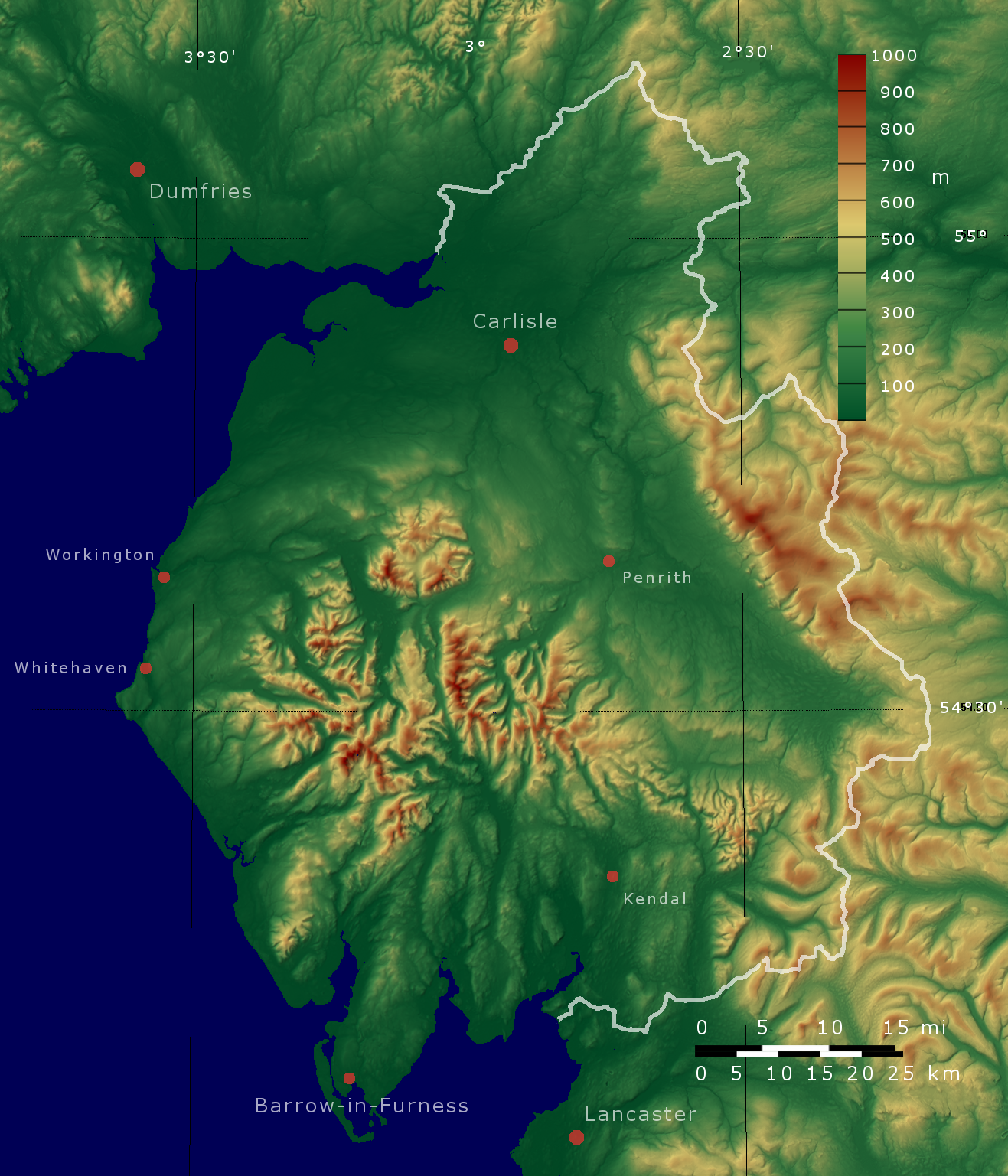
El Macizo de Cumbria dentro de la región.

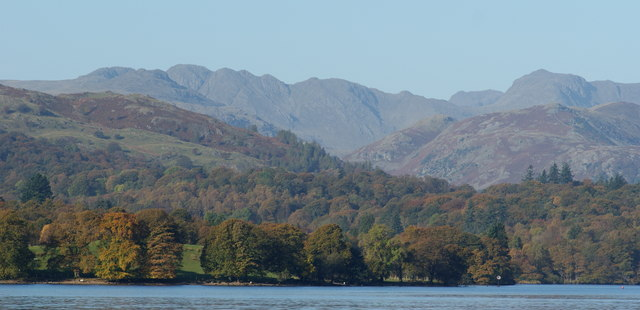
Macizo de Cumbria.

El macizo de Cumbria (en inglés Cumbrian Mountains) es una cadena montañosa que se encuentra en la región inglesa del mismo nombre.